# Бердяушское городское поселение
Бердя́ушское городско́е поселе́ние — упразднённое муниципальное образование в Саткинском районе Челябинской области Российской Федерации.
Административный центр — рабочий посёлок Бердяуш.
Упразднено в 2023 году

## История
Бердяушский поселковый Совет депутатов трудящихся образован в 1919 году.
С 1919 по октябрь 1977 исполнительный комитет депутатов трудящихся.
С октября 1977 по 1990 год исполнительный комитет Бердяушского поселкового Совета народных депутатов.
С 1990 по 1991 год Бердяушский поселковый Совет народных депутатов и его исполнительный комитет.
В ноябре 1991 года ликвидирован исполком Бердяушского поселкового Совета.
С декабря 1991 года созданы органы представительной и исполнительной власти Бердяушского поссовета.
15.12.1991 года распоряжением Главы администрации г. Сатки назначен Глава администрации п. Бердяуш.
Статус и границы городского поселения установлены Законом Челябинской области от 17 ноября 2004 года № 313-ЗО «О статусе и границах Саткинского муниципального района, городских и сельских поселений в его составе».
В 2006 Бердяуш вошёл на права городского поселения в состав созданного в 2005 Саткинского муниципального района.
Упразднёно Постановлением Губернатора Челябинской области от 21.12.2023 № 326.

## Население
| 2010  | 2011  | 2012  | 2013  | 2014  | 2015  | 2016  |
| ----- | ----- | ----- | ----- | ----- | ----- | ----- |
| 5784  | ↘5770 | ↘5702 | ↘5628 | ↘5575 | ↘5526 | ↘5427 |
| 2017  | 2018  | 2019  | 2020  | 2021  | 2023  |       |
| ↘5409 | ↘5329 | ↘5189 | ↘4988 | ↘4131 | ↘4066 |       |

## Состав
| № | Населённый пункт | Тип населённого пункта                  | Население |
| - | ---------------- | --------------------------------------- | --------- |
| 1 | Бердяуш          | рабочий посёлок, административный центр | ↘3860     |
| 2 | Жукатау          | посёлок железнодорожной станции         | ↘222      |

## Инфраструктура
Действовали поселковый и сельский клубы, школы, библиотеки, фельдшерские пункты.